# Stade Lokomotiv (Plovdiv)
Vous pouvez partager vos connaissances en l’améliorant (comment ?) selon les recommandations des projets correspondants.
Le Stade Lokomotiv (en bulgare : Стадион Локомотив) est un stade de football situé à Plovdiv, en Bulgarie et construit en 1982.
Il accueille notamment les matchs du PFC Lokomotiv Plovdiv évoluant actuellement en première division du Championnat de Bulgarie.

## Histoire
Le stade est inauguré en 1982 et rénové en 2010, 2013 et 2019.